# Skihist Mountain
Der Skihist Mountain, gelegentlich als Skihist Peak bezeichnet, ist mit 2968 m Höhe der höchste Berg der Cantilever Range im Südwesten der kanadischen Provinz British Columbia. Seine Schartenhöhe beträgt 2463 m. Der nächsthöhere Berg ist der 157 km nordwestlich gelegene Mount Daphnis (3006 m).

## Beschreibung
Der Berg befindet sich an der südlichen Grenze des Stein Valley Nlaka'pamux Heritage Park, etwa 20 km westlich von Lytton.  Der Skihist Mountain ist der höchste Gipfel der Lillooet Ranges, welche zwischen dem Lillooet River und dem Fraser River, südlich des Gates Valley sowie des Seton Lake und des Anderson Lake liegen.
Der Skihist Mountain besteht aus einem Grat in Nord-Süd-Richtung. Die Nordseite wird durch den Kent Creek entwässert, die Süd- und die Westseite durch den Nesbitt Creek. Beide Bäche fließen in den Stein River. Die Ostseite entwässert der North Kwoiek Creek, welcher der Ablauf des Skihist Lake ist, eines kleinen Bergsees, etwa drei Kilometer südöstlich vom Gipfel gelegen.
Der Aufstieg erfolgt meistens über die Südhänge vom North Kwoiek Creek aus.

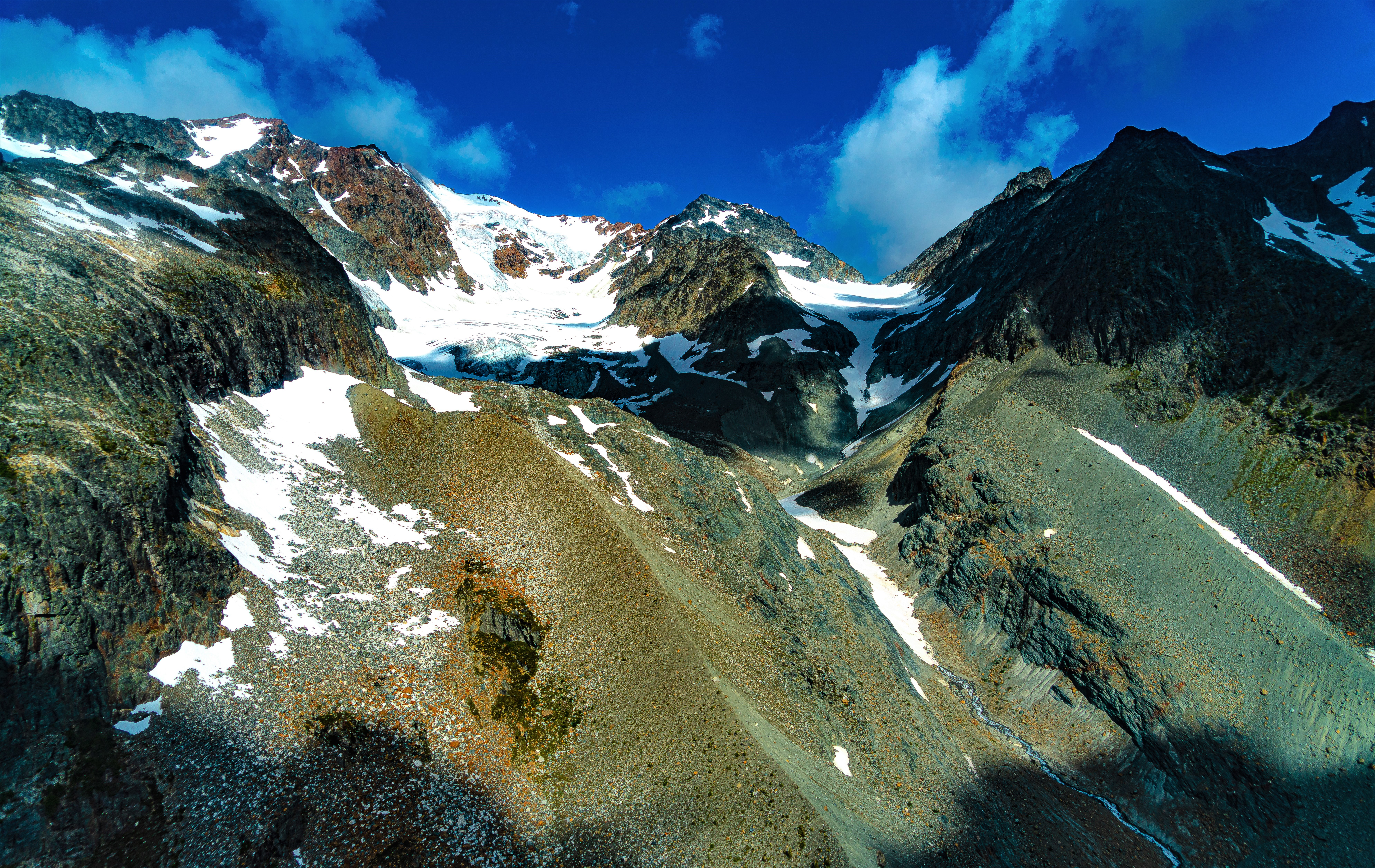
Osthang, der Gipfel oben links

## Namensherkunft
Nach dem Ethnologen James Teit (1917) bedeutet das Wort skihist „hüpfen“ oder „springen“, was sich auf einen Riesen in der Mythologie bezieht, der zwischen dem Gipfel und dem Akasik Mountain hin- und hersprang. Nach dem Buch British Columbia Place Name von Helen und G. P. W. Akrigg bedeutet Sk-haest „Gipfel zwischen zwei Graten“.
Der Skihist Provincial Park befindet sich nicht in der Nähe des Berges, sondern auf der anderen Seite des Fraser River, einiges den Thompson River aufwärts. Er ist so aufgrund der schönen Aussicht auf den Gipfel benannt.